# (5840) Raybrown
(5840) Raybrown est un astéroïde de la ceinture principale.

## Description
(5840) Raybrown est un astéroïde de la ceinture principale. Il fut découvert le 28 juillet 1978 à Bickley par l'Observatoire de Perth. Il présente une orbite caractérisée par un demi-grand axe de 2,75 UA, une excentricité de 0,11 et une inclinaison de 3,4° par rapport à l'écliptique.